# BBCニュース (びわ湖放送)
『BBCニュース』（ビービーシーニュース）は、2016年4月1日からびわ湖放送（BBC）で放送されている報道番組（スポットニュース）。旧番組名は『ニュースCATCH』（ニュースキャッチ）。
2012年4月1日から2016年3月31日までは、エフエム滋賀（e-radio）においてもびわ湖放送が協力する同じ番組名が放送された。本項目では、びわ湖放送が協力しエフエム滋賀で放送される『レイクサイドニュース』についても記述する。

## 概要
2016年4月の番組改編において、前月まで放送されていた『ニュースCATCH』を『BBCニュース』に改称。ロゴタイプは「BBC NEWS」と表記されるが、英国放送協会の『BBC NEWS』とは無関係。
また、2020年3月30日より、『やさしいニュース』（テレビ大阪制作）、『ゆうがたサテライト』（テレビ東京制作）、同年3月27日に放送を終了したニュース・情報番組『キラりん滋賀』のニュースコーナーから独立した『ニュース滋賀いろ』の3番組を組み合わせたコンプレックス番組『BBCニュース+』が開始した。
単独番組とローカル番組内で放送されるニュースの2種類がある。2017年9月6日からはYahoo!ニュース（Yahoo! JAPAN）においてニュース配信を行っている。ウェブサイトでは配信していない動画をYahoo!ニュースで閲覧できるシステムとなっている。また、LINE NEWS（LINE）においてもニュース配信を行っている（閲覧するには友だち登録が必要）。

## キャスター
いずれも外部のフリーアナウンサーが担当。
- 森田恵奈（オフィスキイワード）
- 大西遥（舞夢プロ）
- 南あずさ（オフィスキイワード）

## 放送時間
2019年時点。詳細は、公式サイトの週間番組表を参照。
単独番組
- 水曜日を除く毎日：21:54 - 22:00
- 水曜日：22:54 - 23:00
- 土曜日・日曜日：18:00 - 18:05

内包番組
いずれも『キラりん滋賀』内で放送。
- 月曜日 - 木曜日：17:55 - 18:35
- 金曜日：17:55 - 18:40

## エフエム滋賀におけるニュース
月曜日から金曜日に放送される滋賀県のローカルニュースを伝える番組（実質的には番組のコーナー）で、エフエム滋賀のワイド番組内で放送されている。びわ湖放送から配信されるローカルニュースを2項目放送する。また、ニュースを伝える前には「BBCびわ湖放送の協力でお伝えします」とアナウンスされる（改名後は「びわ湖放送協力・レイクサイドニュース」とアナウンスしている）。
2014年3月で平日8時台に放送していた『中日新聞ニュース』が終了したことに伴い、一度終了した『レイクサイドニュース』が4月から再開している（ニュース協力は従前のびわ湖放送）。2016年にびわ湖放送で『BBCニュース』が開始される際に、番組名をすべて『レイクサイドニュース』に統一している。

### 放送時間
現在
従前のとおり、2016年度からは番組名を『レイクサイドニュース』に統一している。
- 月曜日 - 金曜日：8:22 - 8:23、18:30 - 18:34

過去
- 月曜日 - 木曜日：18:30 - 18:32（BBCニュース）
- 金曜日：16:55 - 16:57、18:28 - 18:30（BBCニュース）